# Bad Harzburger Galopprennwoche

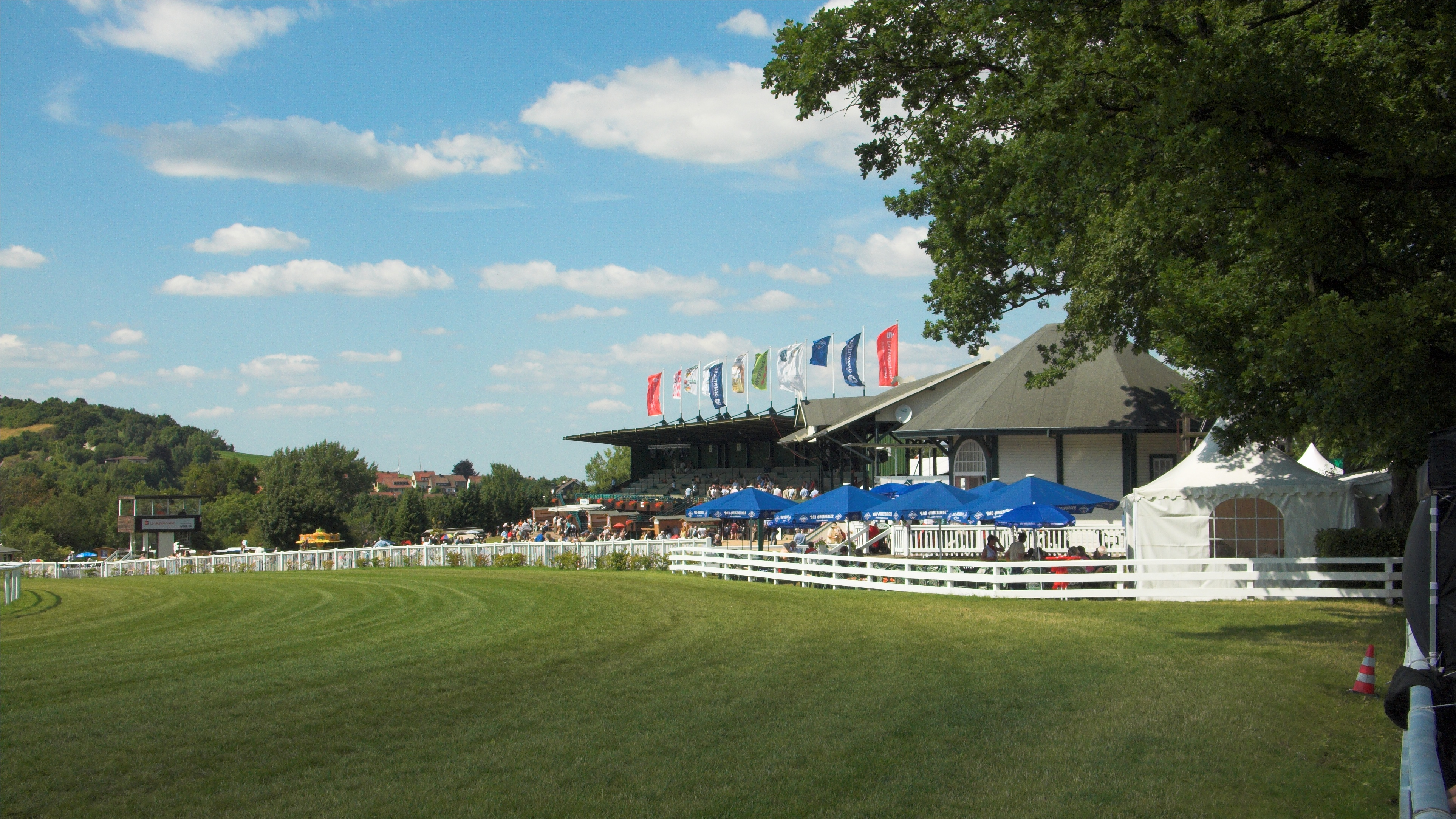
Galopprennbahn „Am weißen Stein“ in Bad Harzburg (Bündheim)

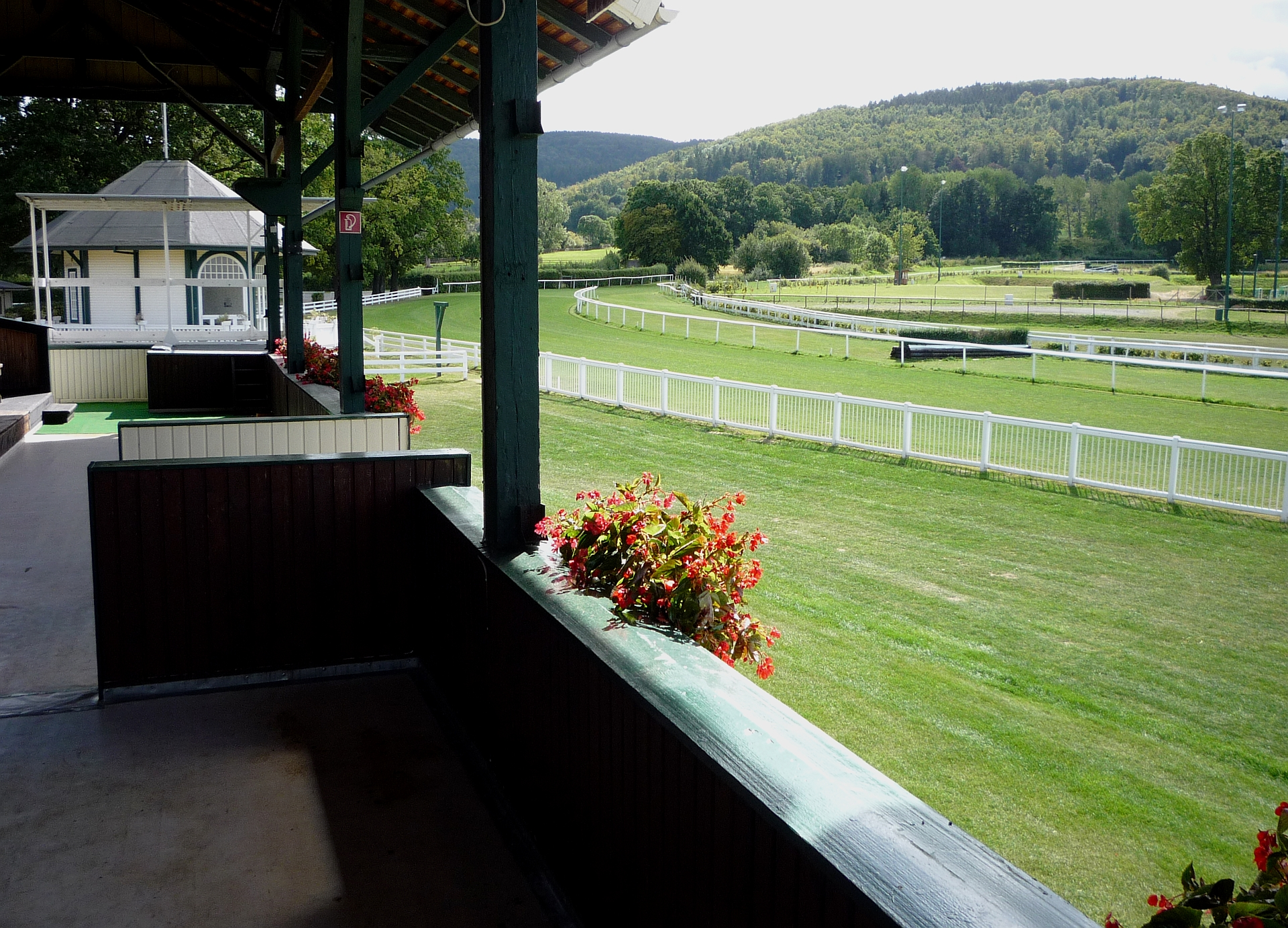
Blick aus der alten Tribüne auf die Galopprennbahn Bad Harzburg

Die Bad Harzburger Galopprennwoche ist ein 1880 begründetes traditionsreiches Galopprennen, das auf der Rennbahn Bad Harzburg im Ortsteil Bündheim der niedersächsischen Kurstadt Bad Harzburg im Landkreis Goslar stattfindet.
Dank ihrer malerischen Kulisse am Fuße des Harz und ihres unverwechselbaren Umfeldes stellt die Bad Harzburger Anlage unzweifelhaft Deutschlands schönste Naturrennbahn dar.

## Geschichte
Eine Gruppe Harzburger Bürger gründete am 1. Februar 1880 den Harzburger Rennverein „zur Förderung der Braunschweigischen Pferdezucht.“ Daneben widmete sich der Harzburger Rennverein auch der Aufgabe, die „Frequenz der Saison des Kurortes Bad Harzburg zu erhöhen.“
Schon am ersten Wochenende im Juli des Jahres 1880 fand das erste Meeting in Bad Harzburg auf der sogenannten Großen Wiese im Bereich der heutigen Ilsenburger Straße statt. Dabei wurden am Samstag vier und am Sonntag fünf Rennen ausgetragen. Damit gehört die Bad Harzburger Galoppsportanlage zu den traditionsreichsten Rennbahnen in Deutschland.
1908 erwarb der Harzburger Rennverein ein Gelände Am weißen Stein und pachtete weitere Landflächen dazu. Schon ein Jahr später 1909 konnte die erste Zuschauertribüne mit 180 Sitzplätzen eingeweiht werden. Heute hat diese über 100 Jahre alte Tribüne in der Adlerflug-Lounge 90 Plätze mit Bewirtschaftung an Tischen, ein weiterer Bereich mit 90 Plätzen ist den Pferdebesitzern, Trainern und Reitern sowie der Presse vorbehalten. 1982 wurde die große Haupttribüne mit 752 festen Plätzen eingeweiht, der Vorgängerbau fiel im September 1979 einer Brandstiftung zum Opfer.
Aus dem Rennwochenende ist heute eine jährlich im Juli stattfindende Rennwoche mit ca. 50 Rennen geworden. An fünf Renntagen werden acht bis zehn Flachrennen unterschiedlicher Distanz gelaufen. Ein Markenzeichen der Bad Harzburger Bahn sind die Hindernis- und Jagdrennen. Das „Alte Braunschweiger Jagdrennen“ zählt zu den ältesten Hindernisrennen in Deutschland. Ein Höhepunkt sind die Seejagdrennen, bei denen die Pferde und Reiter einen kleinen bis zu 130 cm tiefen See durchqueren müssen. An jedem Renntag wird jeweils eine Stunde vor dem ersten Start eine kostenlose Rennbahnführung angeboten.
Pro Rennen gehen bis zu 16 Pferde an den Start. Alle Wetten können direkt auf der Bahn getätigt werden, wobei die Auszahlung der Gewinne unmittelbar im Anschluss an das jeweils gelaufene Rennen erfolgt. Das Preisgeld liegt zwischen 3.000 und 37.000 EURO.
Zur Rennwoche 2023 wurde das Preisgeld für die Hindernisrennen von 7.777 auf 8.888 EURO aufgestockt.
An einem Renntag sind über 100 Personen im Einsatz. Darunter sind u. a. neben den vier Personen der Rennleitung, ein Zielrichter, ein Abwieger, ein Starter, ein Ausgleicher, ein Totalisator-Vorsteher, ein Rennbahnarzt, ein Rennbahn-Tierarzt, ein Rennbahninspektor, ein Hufschmied, ein Dopingbeauftragter, zwei Ansager, ein Pressesprecher, sechs bis sieben Techniker für das Bahnfernsehen und die Lautsprecheranlage, unzählige Streckenposten, Pferdepfleger, Sicherheitsleute, Sanitäter und diverses Servicepersonal.
2015 wurde die große Haupttribüne komplett saniert und alle Sitzplätze durch neue hochwertige Sitzschalen ersetzt. Zudem wurden das gastronomische Angebot um eine Gourmet-Meile erweitert und auch an den rennfreien Tagen wird heute ein Rahmenprogramm geboten. In den letzten Jahren zählte die Bad Harzburger Galopprennwoche pro Saison bis zu 50.000 Besucher.
Die Rennen werden live im Stream von Deutscher Galopp und auf YouTube sowie auf mehreren Partnerkanälen ausgestrahlt.
Außerhalb der Rennwoche finden auf dem Gelände der Rennbahn unterschiedliche Veranstaltungen statt, wie unter anderen ein Internationales Vielseitigkeitsreitturnier, der Bad Harzburger Bergmarathon, das Harzer Trike-Treffen und ein Oldtimertreffen oder das seit 2002 stattfindende Shetland-Pony-Festival.
2019 gab es zum ersten Mal auch ein Zughunderennen in Bad Harzburg.
Seit 2024 gibt es auf dem Gelände der Galopprennbahn eine neue Open Air Konzertveranstaltung im Harz, das drei tägige Musikfestival „Yellow Jockey“. Zur Premiere im August waren Nico Santos, Wincent Weiss und The BossHoss dabei.
Schon 2010 und 2011 war die Galopprennbahn im Sommer eine Konzert-Arena. Damals waren u. a. Sunrise Avenue, Simple Minds und Ich + Ich zu Gast.
Des Weiteren wird die Anlage auch für Firmen-Events und Privat-Feiern vermietet.
Die Galopprennbahn ist heute das Herzstück im Sportpark Bad Harzburg. In unmittelbaren Nähe liegt nördlich der Rennbahn das Silberbornbad, ein Hallen- und Freibad. Auch das Gestüt Harzburg und Schloss Bündheim liegen unweit der Anlage im Süden.

## Rennbahn Bad Harzburg

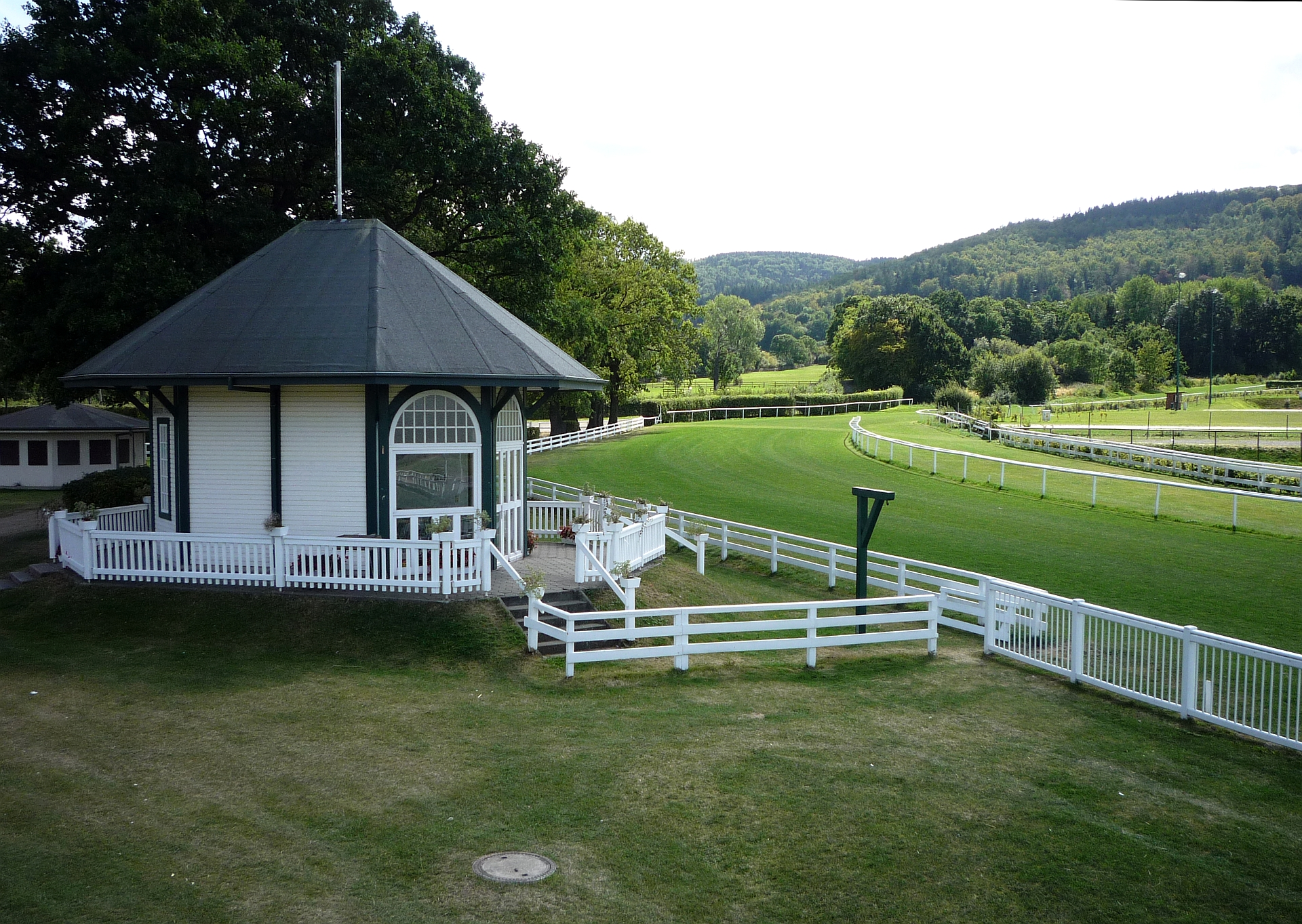
Der Graditzer Pavillon auf der Galopprennbahn Bad Harzburg

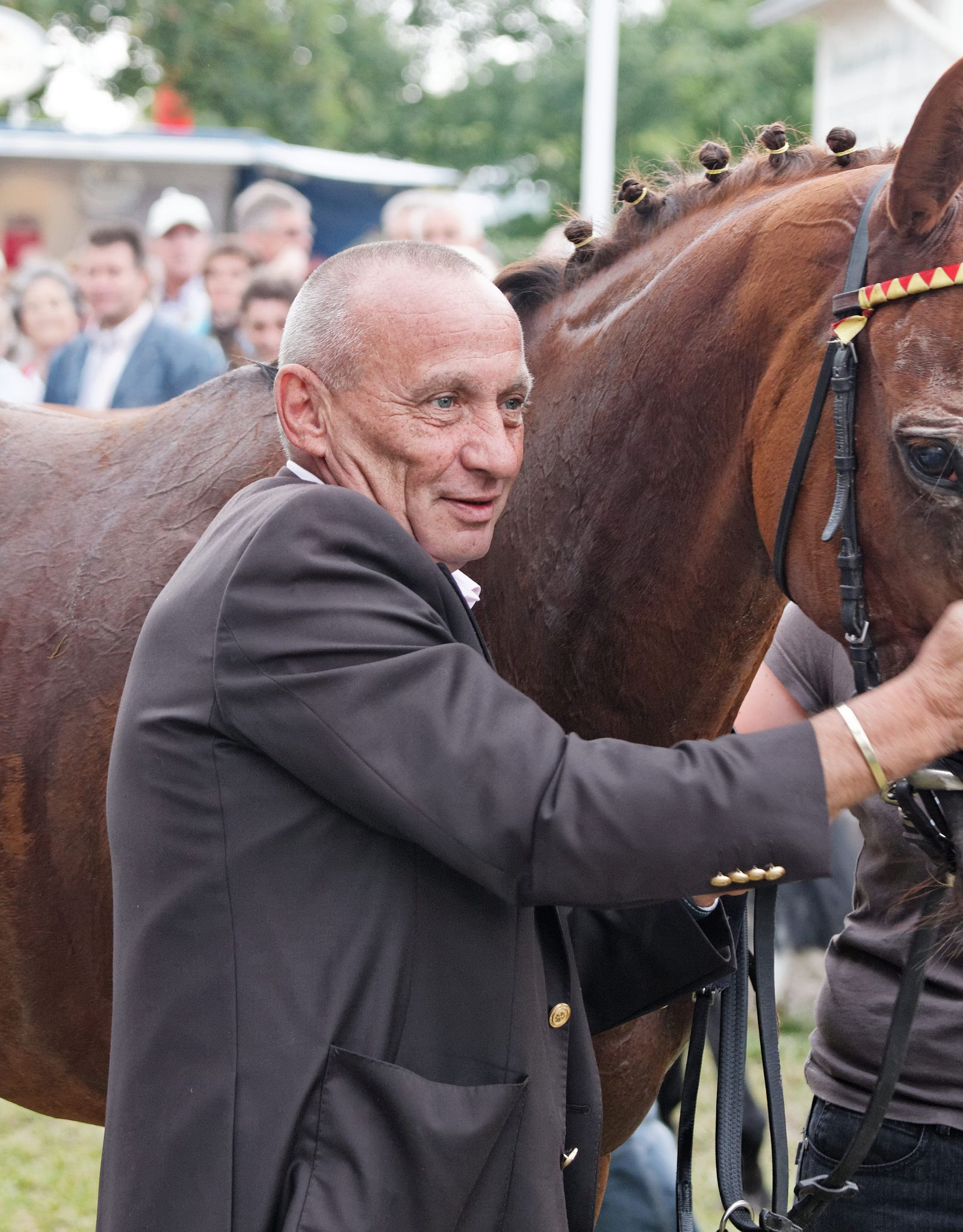
Uwe Stoltefuß 2009 auf der Galopprennbahn Bad Harzburg

Die Galopprennbahn im Bad Harzburger Sportpark wurde 2006 komplett umgebaut, dabei wurde auch die Linienführung verändert und das Geläuf rundum erneuert. Die Länge der Flachbahn beträgt 1.730 Meter. Die Jagdbahn hat 8 feste (inklusive Wassergraben) und 2 transportable Sprünge. Beim Seejagdrennen kommt noch der Teich (ca. 15 × 63 Meter) hinzu. Die Hürdenrennen auf der Flachbahn haben 6 transportable Sprünge.
Um das Geläuf in einem optimalen Zustand zu versetzen Bedarf es intensiver Pflege. Die Arbeiten beginnen nicht erst wenige Tage vor dem Meeting im Juli, sondern starten meist schon im März. Zuerst werden mit einer sogenannten Schleppe Maulwurfshügel und kleinere Unebenheiten beseitigt, danach wird mit einem Striegel der Boden bearbeitet. Es folgt ein erster Rasenschnitt und die Frühjahrsdüngung. Um die Elastizität des Geläufs und Wasserdurchlässigkeit zu erhalten, wird die Bahn mit einem Tiefenaerifizierer gelüftet. Im Vorfeld der Rennwoche und bei Trockenheit kommt eine computergesteuerte Beregnungsanlage mit 164 Beregnungsstationen zum Einsatz. Zudem müssen alle Jagd- und Hürdensprünge regelmäßig einem Grundschnitt unterzogen werden um ihre Durchlässigkeit zu erhalten. Über alle Arbeiten und Beregnungsmengen wird ein Protokoll geführt, welches bei der jährlichen Bahnabnahme durch eine Prüfungskommission vorgelegt werden muss.
Auf dem Gelände der Rennbahn stehen neben den zwei Zuschauertribünen noch einige weitere Bauten, das Totogebäude 1 mit Sekretariat, das Totogebäude 2, der Graditzer Pavillon, der Richterturm, die Sattelboxen, zwei Wettpavillons und ein separates WC-Gebäude. Während der Rennwoche im Juli kommen noch einige mobile Pavillons, Zelte und Videowände dazu. Und für Familien mit Kindern gibt es besondere Attraktionen wie Ponyreiten oder Karussells.
Im Führring neben der Rennbahn werden die Pferde dem Publikum vor dem Rennen vorgestellt. Hier können die Besucher einen direkten Eindruck vom Zustand der einzelnen Pferde gewinnen. Auch ein Tierarzt begutachtet die Pferde sehr genau. Bei der Vorstellung der Pferde im Führring sind Besitzer und Trainer anwesend. Sie geben dem Jockey letzte taktische Anweisungen, bevor sich dieser in den Rennsattel schwingt und vom Führring auf die Bahn reitet.
Der bekannte deutsche Jockey und Trainer Uwe Stoltefuß war über viele Jahre auf der Bad Harzburger Rennbahn ein gern gesehener Gast. Während der Rennwoche in Bad Harzburg findet seit seinem Tod ein Erinnerungsrennen an ihn statt.
Ein weiterer bekannter Jockey ist Andrasch Starke der schon als 15-Jähriger Amateur erstmals 1989 in Bad Harzburg an der Start ging.
Auf der Rennbahn in Bad Harzburg ist eine Startmaschine im Einsatz. Das Gelände hat ca. 40.000 m² Nutzfläche und 10.000 m² Parkplätze.
Die Anlage ist größtenteils barrierefrei. Direkt am Haupteingang gibt es vier Behindertenparkplätze. Zudem gibt es vier spezielle Zuschauerplätze für Rollstuhlfahrer und ein Behinderten-WC.

## Harzburger Rennverein
Der Harzburger Rennverein e.V. von 1880 ist seit dieser Zeit der Veranstalter der Bad Harzburger Galopprennwoche. Unterstützt wird er dabei von einigen Sponsoren. Mit 473 Mitgliedern ist der Harzburger Rennverein der mitgliederstärkste Verein, im Bereich Pferderennsport, in Deutschland.
Der Vorstand des Harzburger Rennvereins wird angeführt durch den Präsidenten Stephan Ahrens, der leitender Angestellter der Firma Sonepar Deutschland/Region Nord-Ost GmbH und Rennstallbesitzer ist. Dem Vorstand gehören acht weitere Personen an.
Der Harzburger Rennverein ist Mitglied im Verein Deutscher Galopp.